# Michael Young (sociólogo)

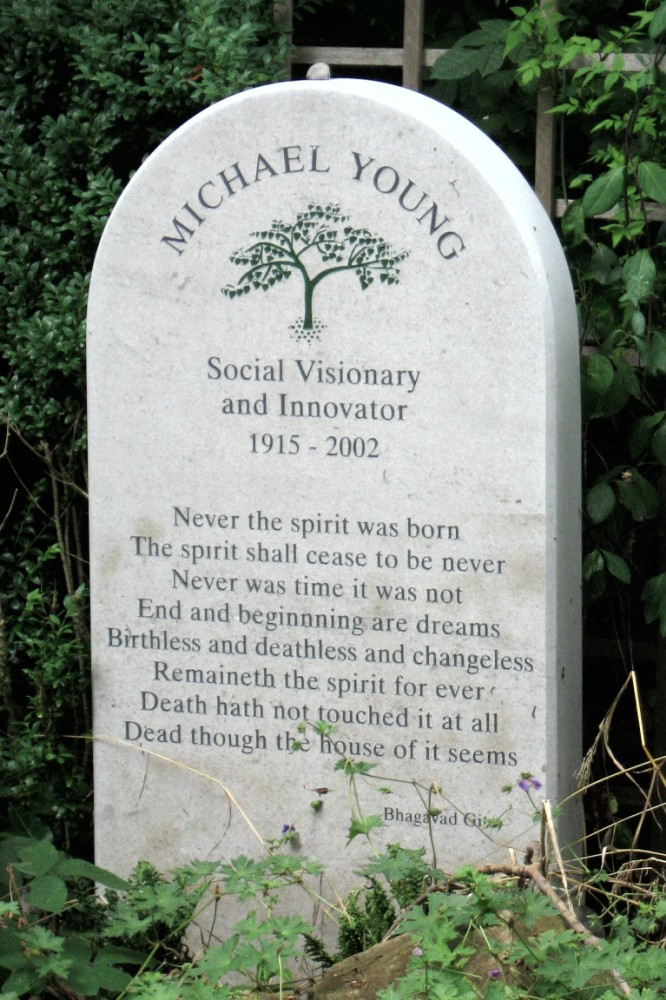
Tumba de Michael Young.

Michael Young, Baron Young de Dartington (9 de agosto de 1915, Mánchester - 14 de enero de 2002) fue un sociólogo, activista social y político del Reino Unido. Durante su vida fundó o ayudó a fundar un número importante de organizaciones sociales. Estas incluyen la "Consumers' Association" o Asociación del consumidor, El Consejo nacional del Consumidor, la Universidad Abierta y la compañía telefónica Language Line.
Su padre era un violinista y crítico de música australiano, su madre una actriz y pintora bohemia. Hasta que tuvo ocho años creció en Melbourne, regresando al Reino Unido poco antes de que sus padres se separaran. Acudió a diferentes escuelas, ingresando finalmente al Dartington Hall, una nueva escuela progresista en Devon, en 1920. Tendría entonces una larga relación con esa pequeña escuela, portando cargos de administrador, vicepresidente e historiador. Estudió economía en la Universidad de Londres.
Ayudó a formar el Partido Laborista del Gobierno, escribiendo el manifiesto de 1945 siendo Director de investigaciones del Partido. Dejó el cargo en 1950 y comenzó sus estudios de doctorado en la Escuela de Economía de Londres en 1952. Sus estudios de leyes y políticas de gobierno locales en Londres del Este lo dejó desilusionado por las relaciones del estado con los consejeros laborales locales. Esto lo incitó a fundar el Instituto de Estudios Comunitarios, que fue su principal vehículo para explorar sus ideas de reforma social y crear más de 60 instituciones. Su premisa básica era dar a la gente una mayor opinión en sus vidas e instituciones. 
Junto con Peter Wilmott, escribió el estudio Family and Kinship in East London (Familia y parentesco en Londres del este) y, él solo, escribió la sátira The Rise Of The Meritocracy en 1958, originalmente para la Fabian Society a pesar de que rehusaron publicarlo. Ésta publicación promovió el cambio en el pensamiento laboral acerca de igualdad de oportunidades y acuñó la palabra meritocracia. Por ese tiempo Young comenzó a trabajar en la Asociación de Consumidores, el Consejo Nacional del Consumidor y la Universidad Abierta. Alentó el trabajo de muchos investigadores jóvenes y "empresarios sociales", fundando la Escuela para Empresarios Sociales en 1997. Entre sus graduados se encuentra la colección de estudios sociales en cuidados médicos, encabezados por el Dr. Ann Cartwright. Varios aspectos del trabajo de Michael Young están siendo desarrollados ahora por la Fundación Young, bajo la dirección de Geoff Mulgan, un ex-consejero en política de Tony Blair. 
A lo largo de su vida y particularmente en su última etapa, Young estaba preocupado por los adultos mayores y en que la sociedad tomara conciencia de ellos. Ayudó a fundar la Universidad de la Tercera Edad y Linkage, reuniendo adultos mayores sin nietos con gente joven sin abuelos. Por su trabajo, recibió el grado de Baron Young de Dartington, de Dartington en el condado de Devon en 1978.
Young se casó tres veces. En 1945, se casó con Joan Lawton, con quien tuvo dos hijos y una hija. Se divorciaron, y en 1960 se casó con Sasha Moorsom, la novelista, escultora y pintora, con quien tuvo un hijo y una hija. Trabajaron juntos en muchos proyectos, incluyendo varios en Sudáfrica. Tras la muerte de Sasha en 1993, Young se casó con Dorit Uhlemann, con quien tuvo una hija. Toby Young, hijo de Michael Young con Sasha Moorsom, es un escritor y columnista famoso, conocido por sus libros. 